# 地方財政法
地方財政法（ちほうざいせいほう、昭和23年7月7日法律第109号）は、地方公共団体の財政（地方財政）の運営、国の財政と地方財政との関係等に関する基本原則を定め、もつて地方財政の健全性を確保し、地方自治の発達に資することに関する法律である。
国の財政については財政法によって規定される。

## 訴訟関係
普段あまり訴訟規範になることのない法律であるが、2006年の南びわ湖駅建設に関する起債差し止め訴訟では、法第5条（地方債の制限）が問題になった。地方債は同条各号に掲げる場合でなければ起債できず、どの号にも該当しないとなれば違法な起債ということになるのである。
- 交通事業、ガス事業、水道事業その他、地方公共団体の行う企業（公営企業）に要する経費の財源とする場合
- 出資金及び貸付金の財源とする場合
- 地方債の借換えのために要する経費の財源とする場合
- 災害応急事業費、災害復旧事業費及び災害救助事業費の財源とする場合
- 学校その他の文教施設、保育所その他の厚生施設、消防施設、道路、河川、港湾その他の土木施設等の公共施設又は公用施設の建設事業費及び公共用若しくは公用に供する土地又はその代替地としてあらかじめ取得する土地の購入費の財源とする場合

また、地方公共団体が地方債を起こし、又は起債の方法、利率若しくは償還の方法を変更しようとする場合は、都道府県や政令指定都市にあっては総務大臣、市町村・特別区にあっては都道府県知事との「協議」が必要とされている（法第5条の3第1項）。
地方公共団体は、「協議」において総務大臣や都道府県知事が「同意」をした地方債についてのみ、公的資金を借り入れることが出来（法第5条の3第7項）、その元利償還金が、地方財政計画に算入される（法第5条の3第8項）。
総務大臣や都道府県知事の「同意」を得ないで、地方債を発行する場合には、地方公共団体の長は、あらかじめ議会に報告しなければならない（法第5条の3第9項）。

## 積立金の処分
地方公共団体の積立金の処分は、法4条の4各号に該当する場合に限り、認められる。

## 国の地方公共団体に対する財政負担
法第10条から第10条の4では、国の地方公共団体に対する財政負担についても規定している。
具体的には、地方公共団体の事務を行うために要する経費は当該団体が全額負担することを原則としつつ（法第9条）、国の利害に関係する事務に要する経費として同法中具体的に列挙した事務に要する経費について、その全部または一部を国が負担することを定める。

### 国が全部または一部を負担する経費
- 義務教育職員の給与に要する経費
- 生活保護に要する経費
- 感染症の予防に要する経費
- 精神保健および精神障害者の福祉に要する経費
- 麻薬、大麻およびあへんの慢性中毒者の医療に要する経費
- 身体障害者の更生援護に要する経費
- 後期高齢者医療の療養の給付などに要する経費
- 介護保険の介護給付などに要する経費
- 児童手当に要する経費
- 国民健康保険の療養の給付などならびに要する経費
- 民有林の森林計画、保安林の整備その他森林の保続培養に要する経費
- 公営住宅の家賃の低廉化に要する経費
- 緊急消防援助隊の活動に要する経費
- 地方公共団体が実施しなければならない法律または政令で定める土木その他の建設事業に要する経費　　など

### 国が全額負担する経費
- 国会議員の選挙、最高裁判所裁判官国民審査及び国民投票に要する経費
- 国が専らその用に供することを目的として行う統計および調査に要する経費
- 検疫に要する経費
- 医薬品の検定に要する経費
- あへんの取締に要する経費
- 国民年金、雇用保険および特別児童扶養手当に要する経費
- 土地の農業上の利用関係の調整に要する経費
- 未引揚邦人の調査に要する経費